# Rörkaktussläktet
Rörkaktussläktet (Cleistocactus) är ett växtsläkte inom familjen kaktusväxter med mer än 20 arter som vanligen har ett pelarliknande eller trädliknande växtsätt. Med sina färggranna taggar och lysande blomprakt tillhör rörkaktusarna de mest populära kaktusarna. Alla släktets arter är kolibripollinerade. De olika arterna finns spridda i Sydamerika - från Peru till Argentina. Arterna är i regel lättodlade.
Det vetenskapliga namnet på släktet Cleistos kommer från grekiskans cleisto’s och betyder tillsluten eller stängd, vilket syftar på den ofta slutna blomman. Många arter inom släktet har kleistogama blommor.

## Taxonomi
För vetenskapliga synonymer, se Wikispecies.